# 紐卡斯爾 (聖基茨和尼維斯)
紐卡斯爾（Newcastle）是加勒比海島國聖基茨和尼維斯尼維斯島聖詹姆斯溫沃德區的一個城鎮，也是該區的首府，位於該島北海岸，該村位于萬斯·艾默里國際機場以东，2012年人口531人。